# Høvik (stacja kolejowa)
Høvik – stacja kolejowa w Høvik, w regionie Akershus w Norwegii, jest oddalony od Oslo Sentralstasjon o 10,72 km. Jest położony na wysokości 23,8 m n.p.m.

## Ruch pasażerski
Leży na linii Drammenbanen. Jest elementem  kolei aglomeracyjnej w Oslo. Przez stację przebiegają pociągi linii 400.  Stacja obsługuje Oslo Sentralstasjon, Drammen, Asker, Lillestrøm i Skøyen.
- Pociągi linii 400 odjeżdżają co pół godziny w szczycie i co godzinę w pozostałych porach dnia; od Asker jadą trasą Askerbanen a między Oslo a Lillestrøm jadą trasą Hovedbanen[2].

## Obsługa pasażerów
Wiata, automat biletowy, parking na 20 miejsca, parking rowerowy, przystanek autobusowy, postój taksówek. Odprawa podróżnych odbywa się w pociągu.